# Pachyneuridae
Pachyneuridae zijn een familie uit de orde van de tweevleugeligen (Diptera), onderorde muggen (Nematocera). Wereldwijd omvat deze familie zo'n 7 genera en 8 soorten.